# The Thick of It
The Thick of It è una serie televisiva britannica trasmessa dal 2005 al 2012 su BBC Four e BBC Two. La serie, ideata da Armando Iannucci, è una commedia satirica sui meccanismi interni al governo britannico, che racconta con uno stile realistico, detto cinéma-vérité, le vicende di un ministro inglese di finzione e del suo team di spin doctor.
È stata descritta come "lo Yes Minister del ventunesimo secolo", mentre Iannucci l'ha paragonata ad "un incontro tra Yes Minister e The Larry Sanders Show"; similmente alla prima, infatti, i partiti politici a cui appartengono i personaggi non vengono mai menzionati, nonostante il contesto lo renda spesso estremamente chiaro. La serie è conosciuta soprattutto per il frequente utilizzo del turpiloquio e perché nei suoi episodi ha rispecchiato, e in alcuni casi predetto, scandali ed eventi politici reali.

## Trama
Appena insediatosi come ministro di gabinetto, l'inetto Hugh Abbot si ritrova a capo del DoSAC, il Dipartimento degli Affari Sociali e della Cittadinanza (Department of Social Affairs and Citizenship), che sovrintende e controlla diversi altri dipartimenti. Abbot svolge il suo lavoro sotto lo sguardo vigile dell'aggressivo spin doctor Malcolm Tucker, attorno a cui gravita un sottobosco di impiegati inefficienti ed inadatti a ricoprire il proprio ruolo, tra cui l'assessore Glenn Cullen, il giovane consulente Oliver Reeder, e l'addetta stampa Terri Coverley.

## Episodi
| Stagione         | Episodi | Prima TV UK | Prima TV Italia |
| ---------------- | ------- | ----------- | --------------- |
| Prima stagione   | 3       | 2005        | 2015            |
| Seconda stagione | 3       | 2005        | 2015            |
| Episodi speciali | 2       | 2007        | 2016            |
| Terza stagione   | 8       | 2009        | 2015            |
| Quarta stagione  | 7       | 2012        | 2015            |

### Opposition Extra
Il 3 luglio 2007 è stato pubblicato su BBC Red Button un mini-episodio speciale di 15 minuti intitolato Opposition Extra, diretto da Armando Iannucci e scritto da Simon Blackwell, Tony Roche, Jesse Armstrong e Iannucci stesso.

### Out of The Thick of It
Nel 2009, la BBC ha pubblicato online una serie di otto mini-episodi in contemporanea con la terza stagione (e riproposta nell'edizione DVD della stessa), intitolata Out of The Thick of It. Gli episodi sono in generale composti da scene inedite, escluse dal montaggio finale, ed interviste con il cast e il team creativo della serie.
| Titolo episodio       | Distribuzione    |
| --------------------- | ---------------- |
| Series 3 - Webisode 1 | 26 ottobre 2009  |
| Series 3 - Webisode 2 | 2 novembre 2009  |
| Series 3 - Webisode 3 | 9 novembre 2009  |
| Series 3 - Webisode 4 | 16 novembre 2009 |
| Series 3 - Webisode 5 | 23 novembre 2009 |
| Series 3 - Webisode 6 | 30 novembre 2009 |
| Series 3 - Webisode 7 | 7 dicembre 2009  |
| Series 3 - Webisode 8 | 14 dicembre 2009 |

## Personaggi e interpreti

### Personaggi principali
- Malcolm Tucker (stagioni 1-4, episodi speciali, film), interpretato da Peter Capaldi.
L'aggressivo, sboccato e temuto direttore delle comunicazioni del ministero. Il suo compito è controllare che ogni ministro segua le direttive del partito e di gestire eventuali crisi nel settore delle pubbliche relazioni per conto del primo ministro. Per raggiungere i propri fini non esita a ricorrere ad intimidazioni e a campagne di diffamazione. Compare, sempre interpretato da Capaldi, anche nel lungometraggio spin-off della serie In the Loop.[7] Il personaggio è stato poi utilizzato da The Guardian come parte della copertura alle elezioni generali nel Regno Unito del 2010.[8] È basato sulla figura realmente esistita dello spin doctor Alastair Campbell e su produttori hollywoodiani come Harvey Weinstein.
- Glenn Cullen (stagioni 1-4, episodi speciali), interpretato da James Smith.
Glenn è l'anziano consigliere speciale del ministro. Amico di lunga data di Hugh, lo segue dai primi giorni della sua campagna elettorale e agisce come suo principale consigliere. Nonostante sia generalmente abile in politica e all'interno della serie rappresenti spesso la voce del buonsenso, a causa della sua età viene ignorato e sminuito dai membri più giovani del personale.[7] È separato e ha un figlio disabile.[9][10] Nonostante le sue disavventure, è una delle poche persone per cui Malcolm ha dimostrato un minimo di calore umano.[11][12]
- Oliver "Ollie" Reeder (stagioni 1-4, episodi speciali), interpretato da Chris Addison.
Diplomato a Oxbridge proveniente dal Lincolnshire, Ollie è un giovane, arrogante e inesperto consigliere speciale del ministro. Nonostante spesso siano proprio le sue azioni irresponsabili a causare guai al DoSAC, le sue considerazioni sono tenute in grande considerazione da Abbot, che spera lo aiuteranno ad ottenere maggior consenso tra gli elettori.[7] Viene descritto da Terri come "immorale e pericolosamente inaffidabile".[13]
- Terri Coverley (stagioni 1-4, episodi speciali), interpretata da Joanna Scanlan.
Terri agisce come direttore delle comunicazioni per il Dipartimento. Professionale, ma pudica, è la responsabile delle relazioni del DoSAC con la stampa. Originariamente era un'addetta stampa di una catena di supermercati, assunta nel Dipartimanto come parte di un progetto mai andato in porto per rendere la gestione del governo più simile ad un business.[7]
- Hugh Abbot (stagioni 1-2), interpretato da Chris Langham.
Il Segretario di Stato per il Dipartimento degli Affari Sociali e Cittadinanza, è un inetto ministro del governo che è generalmente poco amato dal suo elettorato. Nonostante creda di avere la situazione sotto controllo, finisce per ritrovarsi in balia degli eventi e subire le sfuriate di Malcolm. È un lettore del New Statesman e ha due figli, Alicia e Charlie, che vede a raramente. Originariamente pensato come protagonista della serie, a seguito all'esclusione di Chris Langham per via del suo arresto, viene rimpiazzato dal sottosegretario Nicola Murray tra la seconda e terza stagione.[7]
- Nicola Murray (stagioni 3-4), interpretata da Rebecca Front.
Nicola sostituisce Hugh Abbot a partire dalla terza stagione, venendo promossa all'ultimo minuto nel periodo precedente le elezioni generali. Inesperta e ingenua, inizia male il suo mandato con una serie di figuracce in pubblico sulla carriera del marito. Ha difficoltà a mantenere un sano equilibrio tra la sua vita di casa e il suo lavoro ed entra in conflitto con Tucker quando lui le chiede, per migliorare la sua immagine, di spostare la figlia in una scuola pubblica da una scuola privata. Anche se lei e Tucker si scontrano regolarmente, lui si dimostra più gentile verso di lei che verso il suo predecessore.

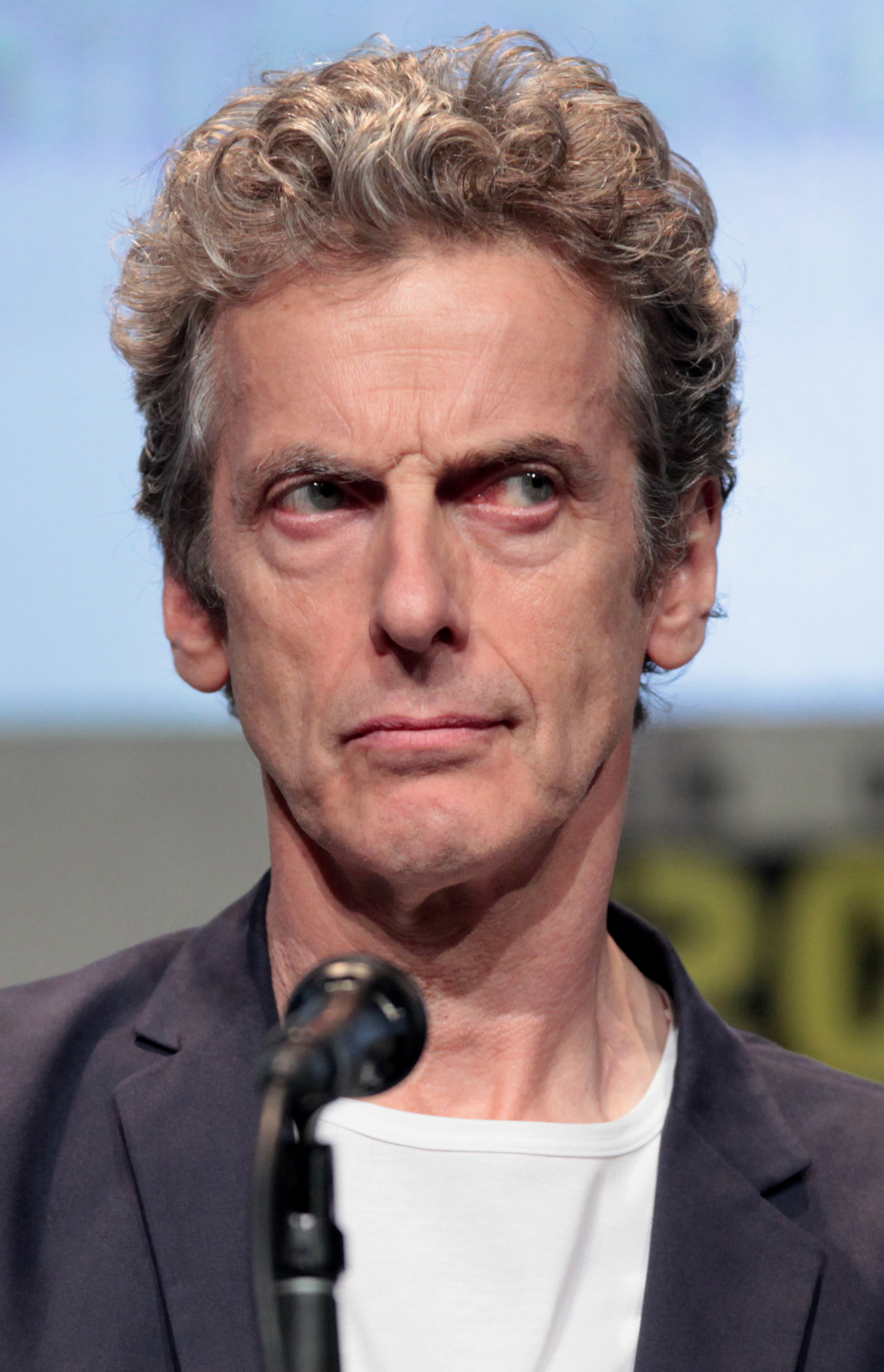
Peter Capaldi interpreta Malcolm Tucker.
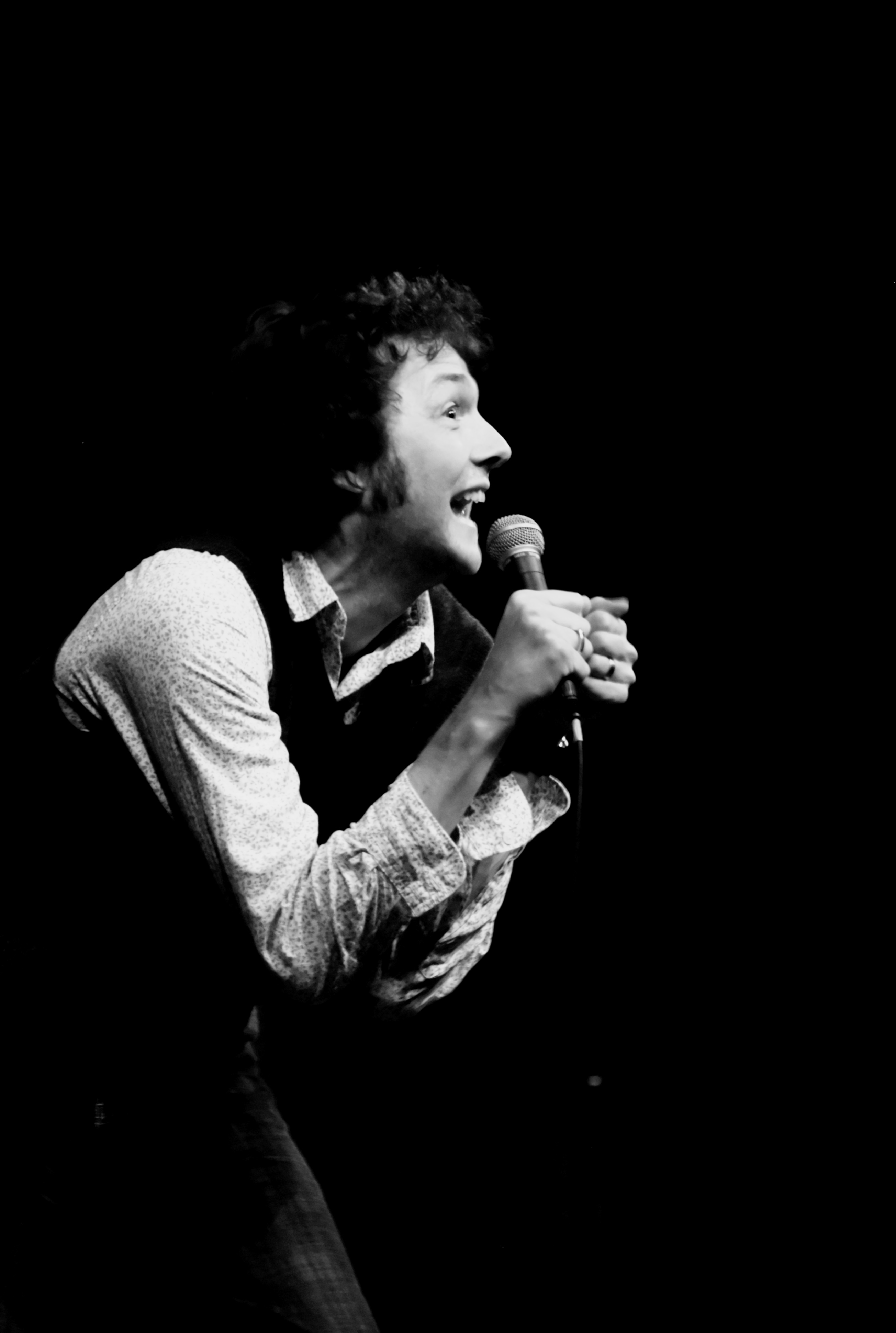
Chris Addison interpreta Oliver "Ollie" Reeder.

### Personaggi secondari
- Sam Cassidy (stagioni 1-4, episodi speciali, film), interpretata da Samantha Harrington.
- Angela Heanley (stagioni 1-3, episodi speciali), interpretata da Lucinda Raikes.
- Dan Miller (stagioni 1, 4, episodi speciali), interpretato da Tony Gardner.
- Julius Nicholson, Lord di Arnage (stagioni 1-3, episodi speciali), interpretato da Alex McQueen.
- Geoff Holhurst (stagioni 2, 4, episodi speciali), interpretato da Rob Edwards.
- James "Jamie" McDonald (stagione 2, episodi speciali, film), interpretato da Paul Higgins.
- Nick Hanway (stagione 2, episodi speciali), interpretato da Martin Savage.
- Robyn Murdock (stagioni 2-4, episodi speciali), interpretata da Polly Kemp
- Clare Ballentine (stagione 2, episodi speciali), interpretata da Eve Matheson.
- Peter Mannion (stagioni 3-4, episodi speciali), interpretato da Roger Allam.
- Ben Swain (stagioni 3-4, episodi speciali), interpretato da Justin Edwards.
- John Duggan (stagioni 3-4), interpretato da Miles Jupp.
- Emma Florence (stagioni 3-4, episodi speciali), interpretata da Olivia Poulet.
- Philip Bartholomew Cornelius "Phil" Smith (stagioni 3-4, episodi speciali), interpretato da Will Smith.

- Stewart Pearson (stagioni 3-4, episodi speciali), interpretato da Vincent Franklin.
- Cliff Lawton (stagione 1, episodi speciali), interpretato da Tim Bentinck.
- Simon Hewitt (stagione 1), interpretato da Matthew Marsh.
- Ed Atkins (stagione 3), interpretato da Rory Kinnear.
- Carl Richards (stagione 3), interpretato da Tom Hollander.
- Marianne Swift (stagione 3), interpretata da Zoe Telford.
- Geoffrey (stagione 3), interpretato da Peter Sullivan.
- Steve Fleming (stagione 3), interpretato da Daniel Haig.
- Fergus Williams (stagione 4), interpretato da Geoffrey Streatfeild.
- "Mr. Chop" Declan (stagione 4), interpretato da Michael Colgan.
- Mary Drake (stagione 4), interpretata da Sylvestra Le Touzel.
- Helen Hatley (stagione 4), interpretata da Rebecca Gethings.
- Adam Kenyon (stagione 4, episodi speciali), interpretato da Ben Willbond.
- Lord Goolding (stagione 4), interpretato da William Hoyland.
- Baronessa Sureka (stagione 4), interpretata da Priyanga Burford.
- Simon Weir (stagione 4), interpretato da Tobias Menzies.
- Matthew Hodge (stagione 4), interpretato da Michael Malhoney.

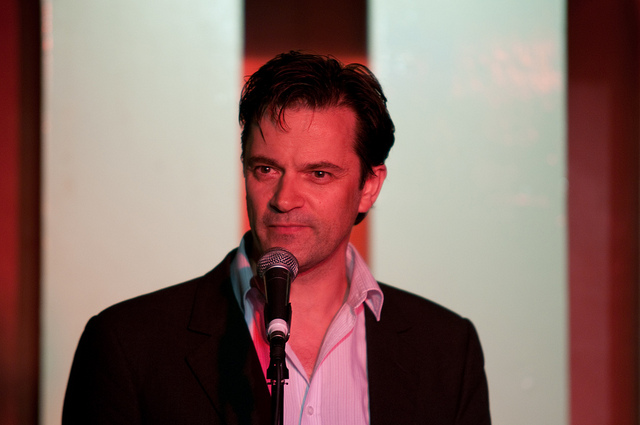
Tony Gardner interpreta Dan Miller.
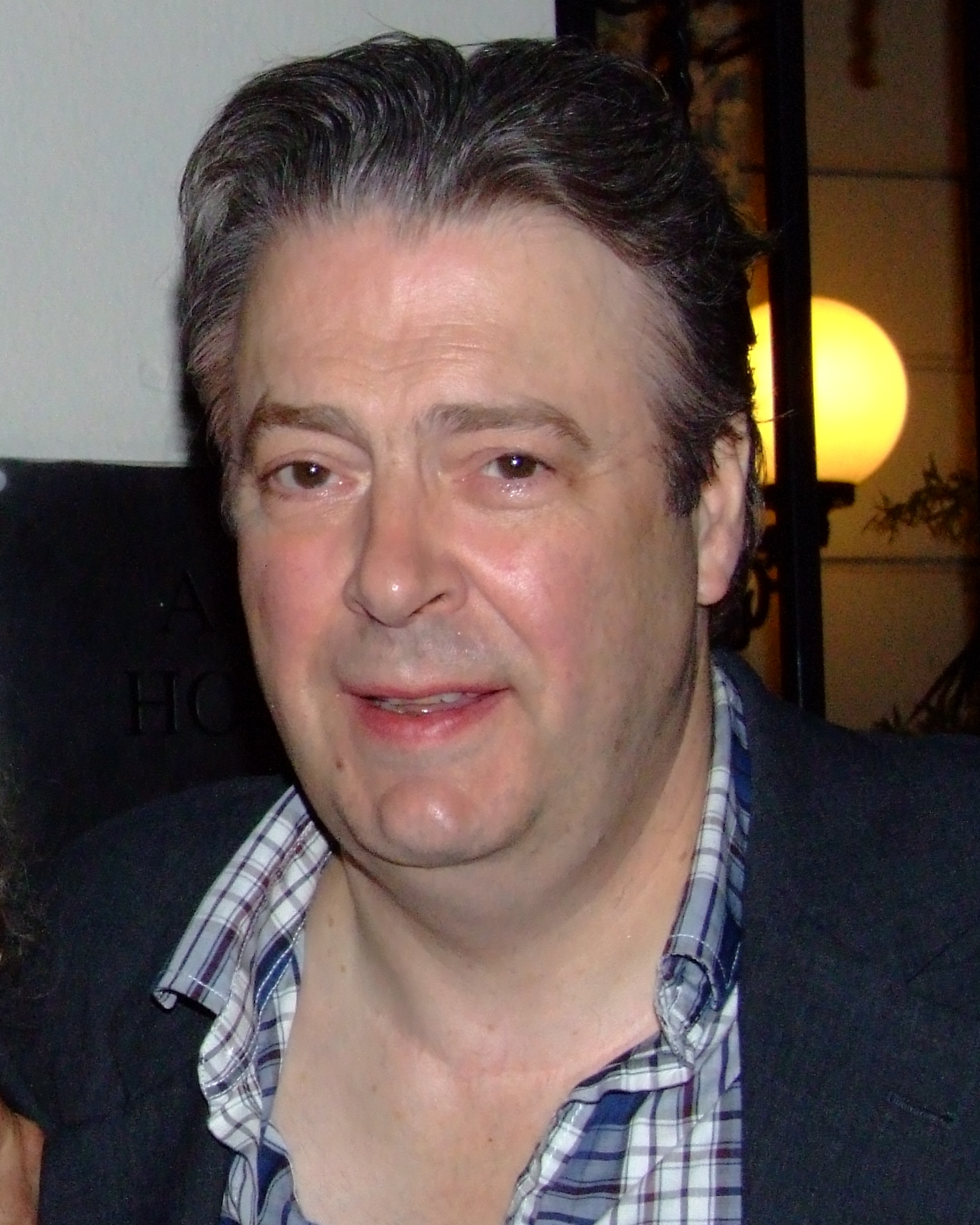
Roger Allam interpreta Peter Mannion.
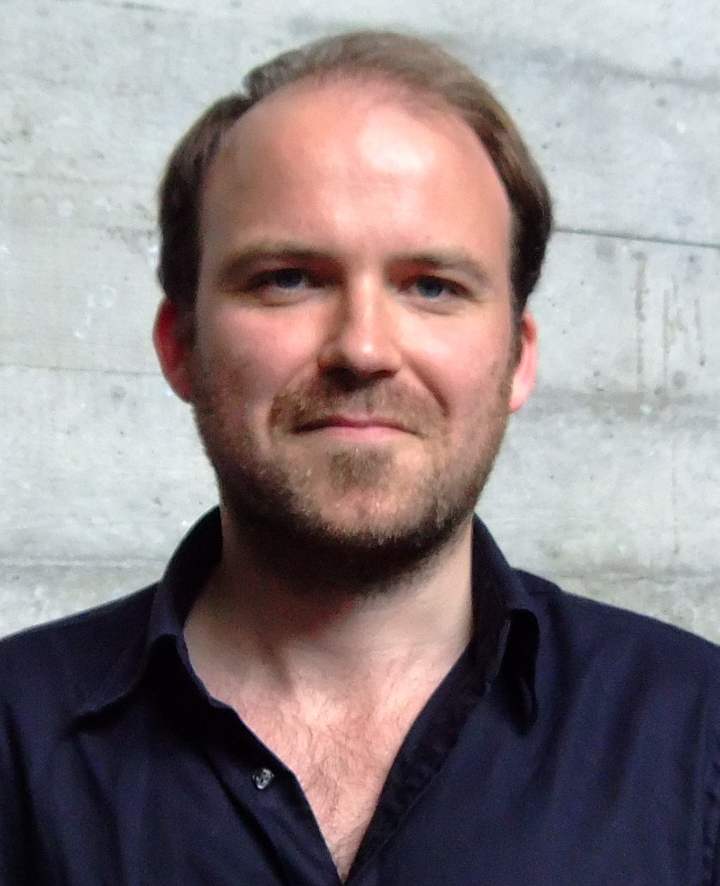
Rory Kinnear interpreta Ed Atkins.
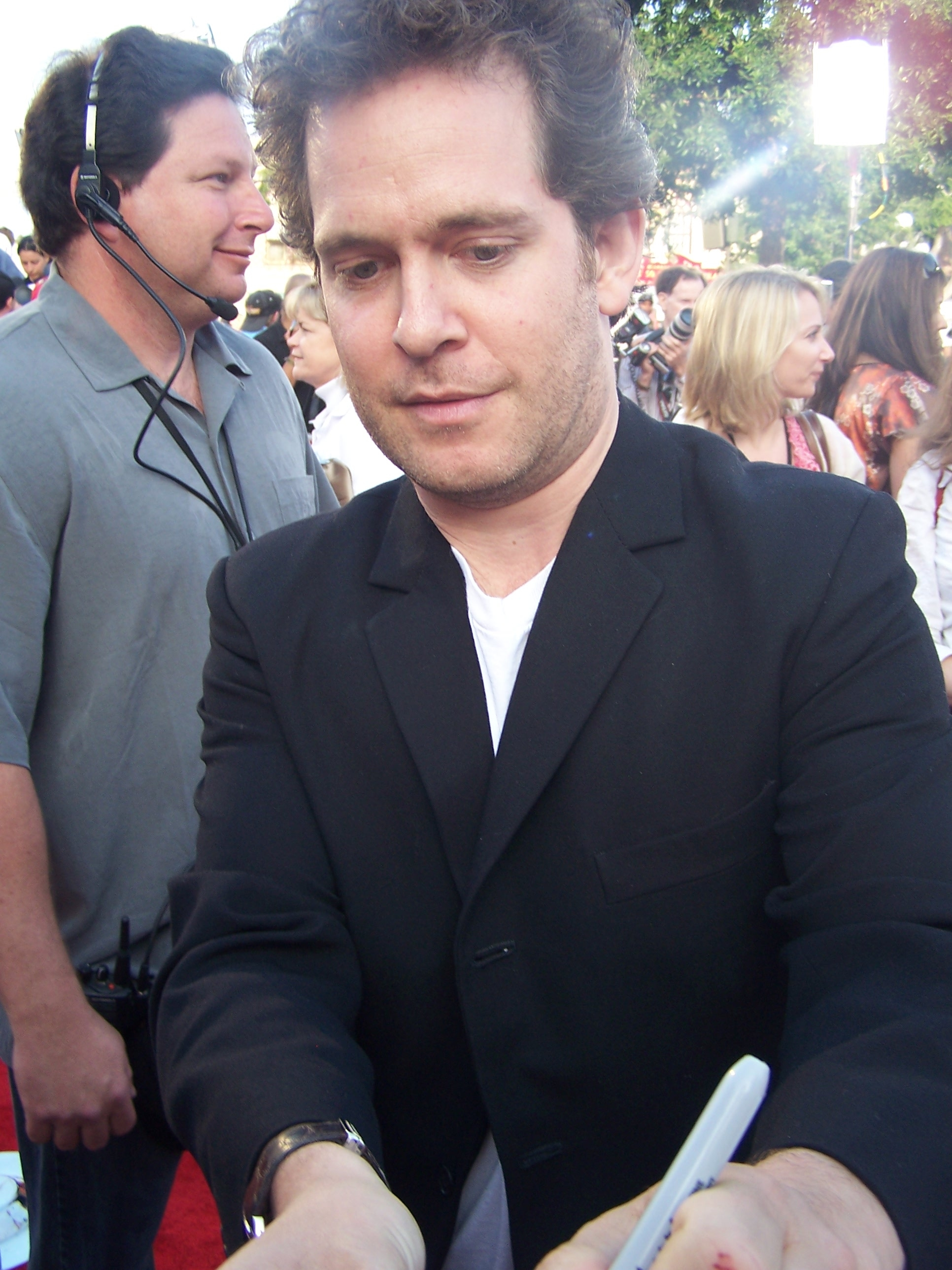
Tom Hollander interpreta Carl Richards.
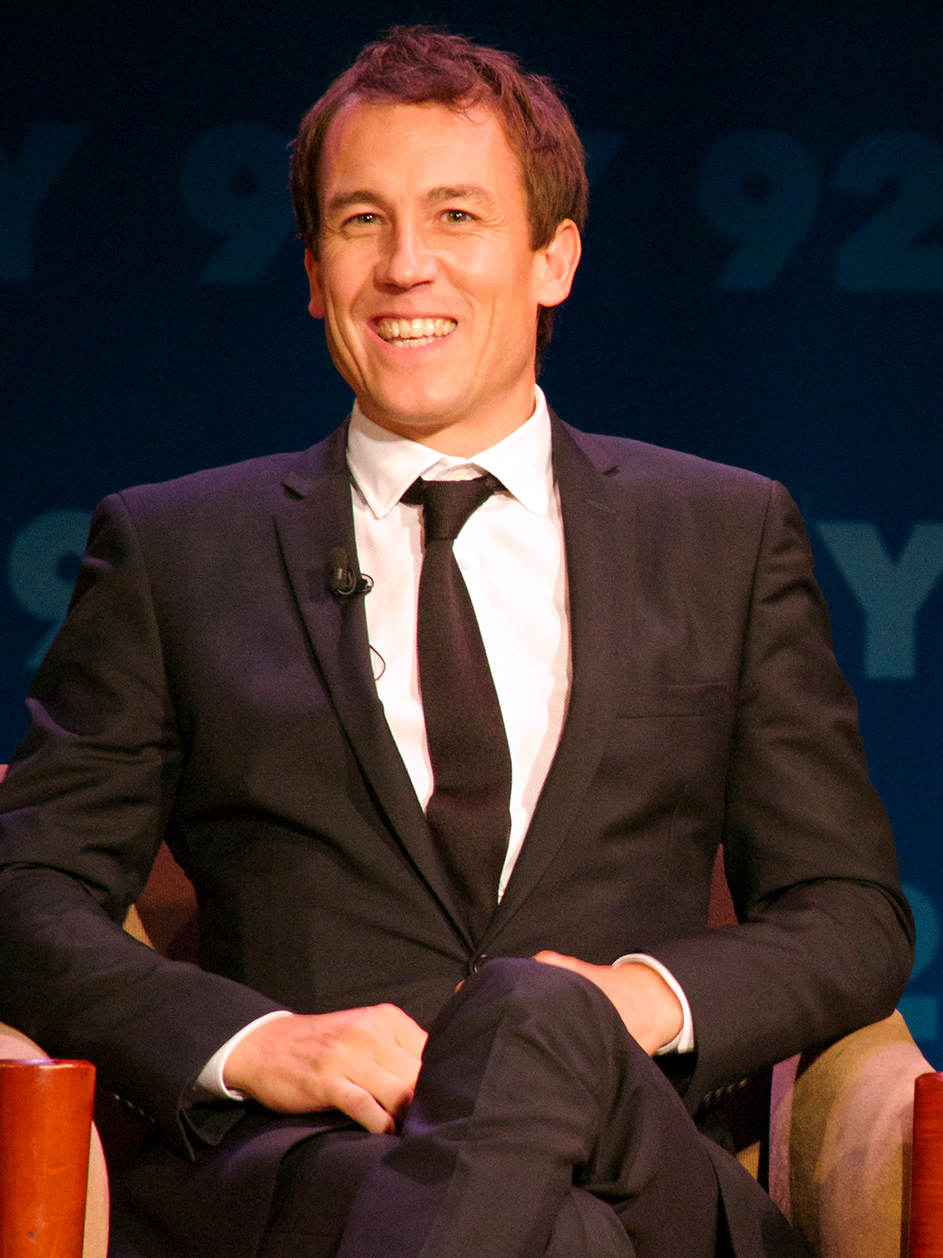
Tobias Menzies interpreta Simon Weir.

## Produzione
Armando Iannucci ebbe l'idea per una moderna commedia satirica mentre discuteva sulla presenza di Yes Minister nel sondaggio Miglior Commedia Britannica indetto nel 2004 da BBC Two. La sua idea fu sottoposta a Roly Keating, supervisore di BBC Four, che diede a Iannucci un budget ridotto, dicendogli di "trasformarlo in quel che poteva".

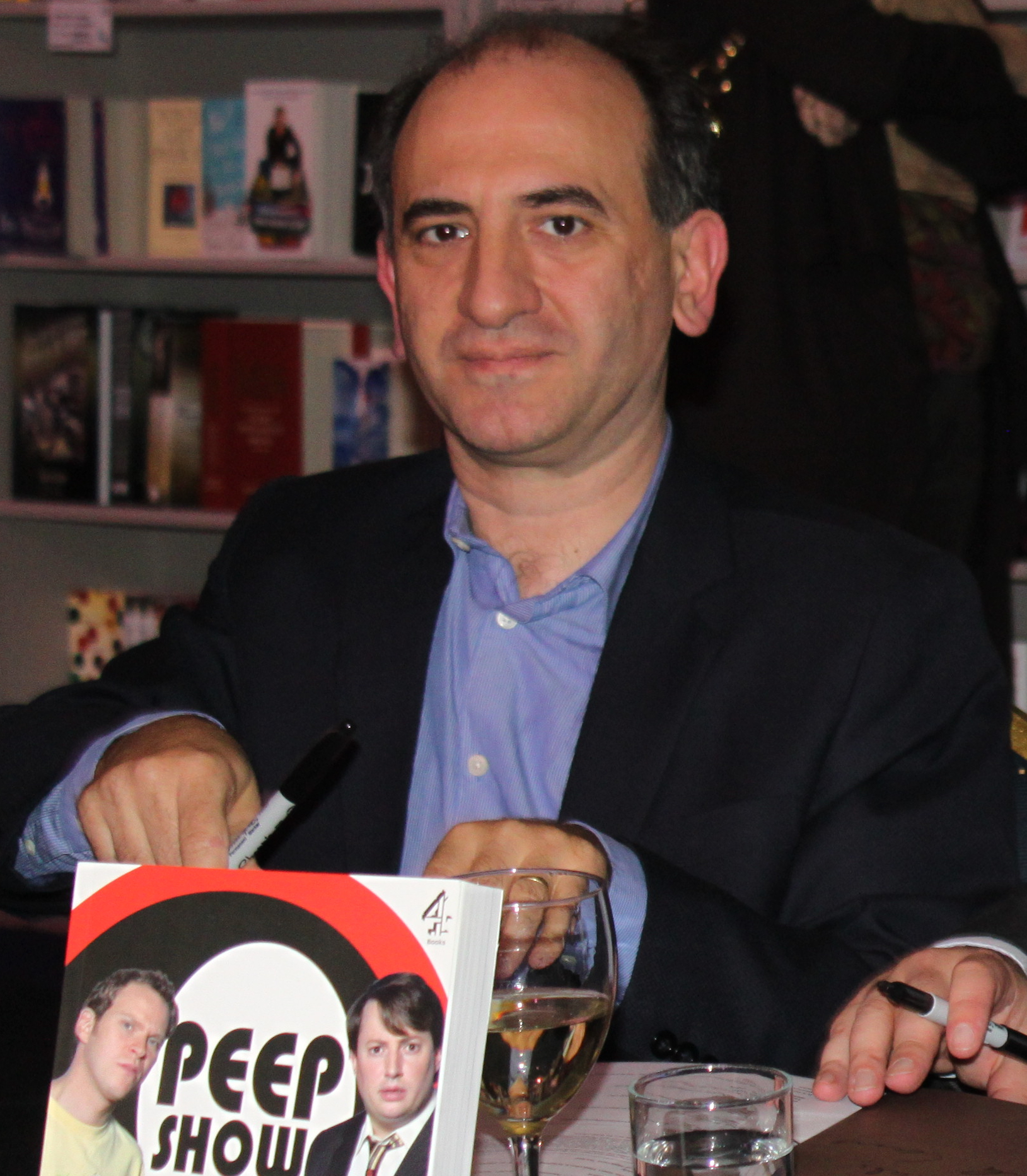
Armando Iannucci, il creatore della serie.

La serie è scritta da un team di sceneggiatori guidati da Iannucci, tra cui: Jesse Armstrong, Simon Blackwell, Roger Drew, Sean Grey, Will Smith e Tony Roche. Per rendere la serie più realistica, le sceneggiature sono redatte da Martin Sixsmith, giornalista ed ex-membro del servizio civile.
Parte dei dialoghi è improvvisata (lo stesso cast viene accreditato tra gli sceneggiatori come creatori di "materiale aggiuntivo"), e contiene un forte uso del turpiloquio. Secondo Peter Capaldi, "circa l'80% del montaggio finale è composto dalla sceneggiatura con cui siamo partiti. L'improvvisazione serve solo a rendere tutto più realistico e a dare meno la sensazione che sia scritto a tavolino". Le sceneggiature sono inoltre sottoposte ad un "consulente per le imprecazioni", Ian Martin, che vi aggiunge alcune tra le espressioni più colorite utilizzate nella serie.
La serie è ripresa con videocamere manuali per darle un taglio più realistico e documentaristico. Questo stile riemerge anche nell'assenza di una vera e propria colonna sonora e di risate registrate. Come per ogni progetto di Iannucci sin dal 2000, la serie è prodotta da Adam Tandy. Nel 2012, Iannucci ha dichiarato che la quarta stagione della serie sarebbe stata probabilmente l'ultima.

## Remake

### Remake statunitense
Un episodio pilota per una versione statunitense della serie è stato inizialmente prodotto per proporre la serie al canale ABC per la stagione televisiva 2007-2008. L'episodio è stato sviluppato per il pubblico statunitense dai produttori Mitch Hurwitz e Richard Day di Arrested Development - Ti presento i miei e ruotava attorno alla vita quotidiana di un membro di basso livello del Congresso degli Stati Uniti d'America e del suo staff. Il pilota è stato diretto da Christopher Guest e prodotto da Sony Pictures TV e BBC Worldwide. L'ideatore Armando Iannucci fu accreditato nella produzione, ma non venne coinvolto nella realizzazione dell'episodio.
Nel pilota, John Michael Higgins interpreta Albert Alger, un neoeletto membro del Congresso, e Oliver Platt interpreta il presidente del Comitato Malcolm Tucker. L'attrice Rhea Seehorn è Ollie Tadzio, una giovane ed ambiziosa speechwriter, e Michael McKean interpreta Glen Glahm, a capo dello staff di Alger.
Tuttavia l'emittente ABC non ha accettato di inserire la serie nel suo palinsesto. Iannucci ha preso le distanze dal pilota affermando «Era terribile. Hanno preso l'idea e buttato via tutto lo stile. Era tutto girato in maniera convenzionale e non c'era improvvisazione, né imprecazioni. Non è stato accettato, grazie a Dio».

### Veep - Vicepresidente incompetente
Nonostante non sia propriamente né uno spin-off né un remake, Veep - Vicepresidente incompetente (Veep) condivide con The Thick of It toni e tematiche simili, la stessa struttura documentaristica, alcuni attori e gran parte dello stesso team creativo, tra cui Armando Iannucci.
Nel novembre 2010 è stato annunciato che il canale via cavo HBO aveva ordinato un pilota per una serie, scritta, diretta e prodotta Iannucci. Il cast comprende Julia Louis-Dreyfus nel ruolo principale di una vicepresidente statunitense ed include anche attori che avevano precedentemente partecipato a In the Loop, tra cui la co-protagonista della serie Anna Chlumsky. La serie va in onda dall'aprile 2012.

## Spin-off
Nel maggio del 2008, la BBC ha annunciato l'inizio delle riprese di un lungometraggio basato sulla serie, intitolato "In the Loop", con Tom Hollander, James Gandolfini, Chris Addison, Peter Capaldi, Gina McKee e Steve Coogan. Nel film, un ministro dello Sviluppo Internazionale finisce, a seguito di un incauto commento, per essere usato dal Presidente degli Stati Uniti e dal Primo Ministro del Regno Unito, che vorrebbero causare un conflitto in Medio Oriente. Gli staff dei rispettivi paesi, sempre agendo dietro le quinte, dovranno decidere se promuovere o meno la guerra.
Nonostante il film abbia visto il ritorno di gran parte del cast della serie, gli unici a riprendere il loro ruolo sono stati Peter Capaldi, Paul Higgins e Samantha Harrington, mentre Chris Addison, James Smith, Joanna Scanlan, Alex MacQueen, Olivia Poulet, Eve Matheson e Will Smith interpretano nuovi personaggi. L'anteprima del film si è tenuta al Sundance Film Festival 2009 e, nel Regno Unito, al Glasgow Film Festival 2009. È stato distribuito il 17 aprile 2009 nel Regno Unito. Il film ha ottenuto una candidatura ai premi Oscar 2010, nella categoria Miglior sceneggiatura non originale.